# Лозовик Григорій Натанович
Григо́рій Ната́нович Лозови́к (9 (21) серпня 1885, Брусилів, Київська губернія, Російська імперія — 22 жовтня 1936, Київ, УРСР) — український радянський історик Стародавнього світу та первісного суспільства, вчений-візантолог та дослідник культури Близького Сходу, професор кафедри давньої історії Київського університету (1930—1936).

## Біографія
Григорій Натанович Лозовик народився 9 (21) серпня 1885 у містечку Брусилів Київській губернії у єврейській сім'ї. Батько був вчителем. Закінчив у 1898 році хедер, та упродовж 1900—1904 років склав екстерном іспити до атестата зрілості при Першій київській гімназії.
У 1904 році поступив до Київського університету на юридичний факультет, який закінчив у 1910 році. Деякий час працював помічником присяжного повіреного. В 1910 році пішов добровольцем до армії, де служив у Оровайському 195-му піхотному полку, який був розквартирований тоді в Єкатеринбурзі, під командуванням полковника Павла Арістовича Коцебу (1865—1947). Допомагав П. А. Коцебу у написанні його книги про Балканську кризу, яку було надруковано в Єкатеринбурзі у 1911 році.. 15 (28) липня 1912 року прийняв хрещення у лютеранській кірсі Св. Катерини у Києві. У 1912 році поступив на історико-філологичний факультет Київського університету, де навчався у Ю. А. Кулаковського та А. І. Сонні. Однак із початком Першої світової війни та революційними подіями 1917—1919 років в Україні припинив навчання. Викладав історію у школах Києва, часово працював у водному техникумі. У 1919 році обіймав посаду завідуючого загальноосвітніми школами Київських професійних спілок. У 1921 році склав іспити та отримав диплом про вищу історичну освіту у Вищому інституті народної освіти (створеному на базі гуманітарних факультетів розформованого Київського університету). У 1922 році став організатором та першим завідуючим навчальної частини у школі водного транспорту в системі шкіл фабрично-заводського учнівства у Києві. У тому ж році зайняв посаду викладача історії матеріальної культури та класової боротьби Київського архітектурного (пізніше — художнього) інституту.
Від середини 1920-х років розробляв проблеми давньої історії та середньовіччя, опублікував низку праць, присвячених історії розвитку суспільних форм, общини, міст та техніки. Наприкінці 1920-х рр. був співпрацівником комісії з вивчення історії релігії при Науковo-дослідній кафедрі марсизму-ленінизму при ВУАН. 31 жовтня 1925 року обраний науковим співробітником Харківської науково-дослідньої кафедри історії європейської культури Всеукраїнської академії наук (ВУАН). Ставши фахівцем з візантиністики, брав участь у Комісії з вивчення Візантійського письменництва та впливу його на Україну (скорочено — Візантологічної комісії) ВУАН. У 1930 році цю комісію було реорганізовано у Комісію для досліджень з історії Близького Сходу ВУАН (скорочено — Близькосхідню комісію). На першому засіданні комісії 22 лютого 1930 року Лозовика було обрано її вченим секретарем. На цій посаді він залишався до припинення діяльності комісії у 1933 році. Написав монографію «Крестовые походы как программа универсальной папской теократии» (1931). На початку 1930-х років перейшов працювати у Київський інститут народної освіти, з 1933 року — професор кафедри давньої історії Київського університету.
28 лютого 1936 року був заарештований органами НКВС УРСР за хибним донесенням К. Т. Штепи як член контрреволюційної троцькістської організації «Український троцькістський центр», ніби діючої у Київському університеті та інших вищих навчальних закладах. Разом із вченими та викладачами (усього 37 осіб) засуджений до вищої міри покарання — розстрілу. Був розстріляний 22 жовтня 1936 року у Києві та похований у лісах Биківні під Києвом. Реабілітований Верховним судом СРСР 1 вересня 1956 року «за відсутності складу злочину».
Був одружений з Євгенією Марківною Співак (1888—1980); сини: Анатолій Григорович Лозовик (1914—1992) — інженер та Валентин Григорович Лозовик (1923—2006) — кандидат наук, доцент на кафедрі математики Київського політехнічного інституту.

## Опубліковані праці
- К чему стремятся социал-демократы. (Программа максимум). 1917(рос.);
- Как выбирают президента в Америке. Киев: Свободная Россия, 1917(рос.);
- Как выбирают президента во Франции. Киев: Свободная Россия, 1917 — 16 с.(рос.);
- Задачи наших городов во время войны и революции. Киев: Свободная Россия, 1917 — 31 с.(рос.);
- Що то таке вселюдське, рівне, просте та потайне виборче право. Київ, 1917. ― 12 с.; рос. м.: Что такое всеобщее, равное, прямое и тайное избирательное право. Киев: Свободная Россия , 1917. — 25 с.;
- Что такое демократическая республика. Киев: Свободная Россия , 1917 — 31 с.(рос.);
- Как возникло и пало рабство. М. ; Л. Молодая гвардия, 1922 г. — 78 с.(рос.);
- История общества. Руководство для школьного фабзавуча, профшкол, рабфаков и маркскружков. Ч. 1: Доисторическая культура. 2-е изд., испр. Киев: Сорабкоп (Киевский союз Рабочих и крестьянских обществ потребителей), 1924. — 153 с.; Ч. 2: Культура эпохи бронзы и железа. Киев, 1925(рос.); укр. м.: Історія громади. Київ, 1926;
- Від мотики до машини. Харків: Червоний шлях, 1925. — 160 с.; рос. м.: От палки до машини. Культурно-исторические очерки. М. ; Л. Молодая гвардия. 1926;
- На світанку капітализму. Київ, 1926; рос. м.: Общество на заре промышленного капитализма. М. ; Л. 1928;
- Історія класової боротьби з найстаріших часів. Київ, 1927;
- Как произошли города: Научно-популярная литература. М. ; Л. : Мол. гвардия, 1927. — 78 с.(рос.);
- Десять лет русской византологии (1917—1927) // Историк-марксист. 1928. Т. 7. С. 228—238(рос.);
- Рецензія до кн.: Богораз-Тан В. Г. Христианство в свете этнографии. Государственное издательство, М. ; Л., 1928 // Историк-марксист. 1928. Т. 8. С. 203(рос.);
- Федор Иванович Успенский (1845—1928) (Некролог) // Историк-марксист. 1928. Т. 9. С. 110—114(рос.);
- Творчий шлях академіка Ф. I. Успенського // Східний світ. 1928. № 6. С. 13-20 (резюме франц. м.: С. 284—285);
- До підсумків 1-ї Всесоюзної конференції істориків-марксистів // Прапор марксизму. 1929. № 1;
- До генези хреста як об'єкту християнського культу // Культура й религія. Збірник для дослідження релігійної ідеології. К. 1929. Державне видавництво України;
- Джон Бері, як історик Візантії (Доповідь читана в Візантологічній Комісії ВУАН) // Прапор марксизму. 1929. № 6. С. 241—247;
- Рецензія до кн.: Stein E.[de] Geschichte des spätrömischen Reiches. Bd. 1. Wien, 1928 // Историк-марксист. 1929. Т. 14. С. 197—199(рос.);
- Нове дослідження арабо-візантійських взаємин VII—X віків: Про доповідь В. М. Рамзея[en] «Спроба арабів завоювати Малу Азію (641—964 по Р. Х.) та причини їхніх поразок» // Східний світ. 1930 № 10–11(1–2). № 1 С. 402—404, № 2 С. 237—244;
- Рецензія до кн.: Неусыхин А. И. Общественный строй древних германцев. М. 1926 // Прапор марксизму. 1930. № 1;
- До генези ікони, як об'єкта християнського культу // Революція й релігія. Збірник Комісії для дослідження релігійної ідеології. Х.; К.: Держвидав України. 1930.  — 215 с. — Книга 2. С. 133—197;
- Крестовые походы, как программа универсальной папской теократии. / Центр. совет Союза воинствующих безбожников СССР. — Москва: Московский рабочий, 1931. — 54 с.(рос.);
- М. М. Покровський на полі сходознавства // Україна. 1932. № 1/2.